# Record Store Day

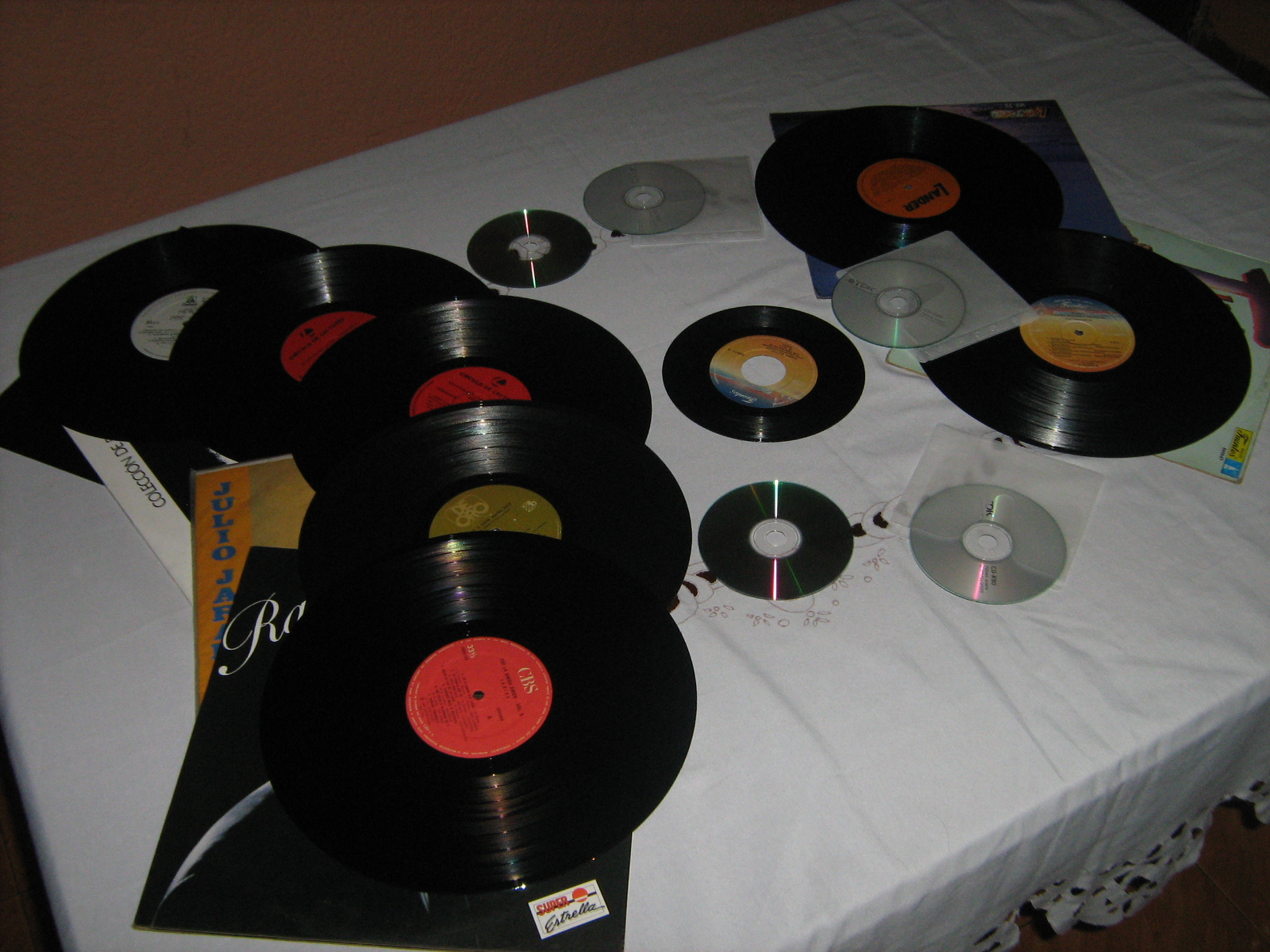
Disques vinyles.

Le Record Store Day (Disquaire Day, en France) est une journée annuelle de promotion, organisée par les disquaires indépendants afin d'inciter le public à se rendre dans leurs boutiques. Elle se tient généralement le troisième samedi du mois d'avril et est organisée depuis 2008 dans plusieurs centaines de magasins de disques aux États-Unis et au Canada. Le concept est ensuite repris dans plusieurs pays d'Europe.

## Contexte
Le nombre de disquaires indépendants est en forte diminution devant la concurrence de la grande distribution et du téléchargement de musique sur le réseau Internet. En France ils sont environ 200 selon le CALIF (Club action des labels indépendants français) qui soutient les magasins en difficulté, alors qu'on en comptait 3.000 en 1980. Au début des années 2000, 65 % des ventes de disques sont effectuées en hypermarché.

## Principe
L'opération est organisée avec le concours des artistes et maisons de disques. Les boutiques participantes mettent en vente des disques en édition limitée durant le Record Store Day, ainsi que des rééditions et des disques commercialisés en avant-première. Des artistes participent en donnant de mini-concerts dans les magasins.

## Histoire

### En Amérique du Nord
L'idée du Record Store Day est discutée pour la première fois fin 2007 par Michael Kurtz et Chris Brown. Elle s'inspire du Free Comic Book Day, organisé annuellement aux États-Unis pour promouvoir les comics. Elle est ensuite présentée durant la conférence Noise in the Basement, réunissant des disquaires. Organisé avec l'aide de différentes associations de disquaires, comme le Music Monitor Network et la Coalition of Independent Music Stores, le Record Store Day se tient pour la première fois l'année suivante dans 700 boutiques,.
En 2010, un millier de disquaires américains prennent part au Record Store Day. L'opération est également suivie par des disquaires canadiens.

### En Europe
Le Record Store Day a lieu en Europe dès 2009 grâce à la participation de 250 magasins situés dans 16 pays, dont 80 boutiques du Royaume-Uni et 30 disquaires italiens. En 2010, 500 magasins européens prennent part à l'opération. L'édition 2011 a lieu dans une dizaine de pays européens, dont la Grande-Bretagne, les Pays-Bas et l'Allemagne. Le 16 avril 2011, le Record Store Day est organisé pour la première fois en France grâce à l'association CALIF et son directeur-fondateur David Godevais, sous le nom de Disquaire Day. Une centaine de boutiques françaises participent à l'opération, à laquelle sont associés des artistes, notamment Benjamin Biolay et Charlotte Gainsbourg, des majors comme EMI et des labels indépendants tels Naïve Records et Because Music,.

### Sorties spéciales pour le Record Store Day

#### 2010
- Them Crooked Vultures - Unreleased (10" Vinyle)
- Blur - Fool's Day (7" Vinyle)
- John Lennon
- Bruce Springsteen
- Devo
- The Flaming Lips
- Lily Allen - Back To The Start (7" Vinyle, limité à 1000 copies)
- MGMT
- Gogol Bordello
- Built to Spill
- Gorillaz - White Flag (10" Vinyle, limité à 1500 copies)
- The Rolling Stones
- LCD Soundsystem
- Terrible Things
- Tinie Tempah - Pass Out (7" Vinyle, limité à 1000 copies)
- Ani DiFranco
- Hold Steady
- Muse
- Modest Mouse
- Josh Ritter
- Great Lake Swimmers

#### 2011
- Daft Punk
- Bruce Springsteen
- Tinie Tempah - Wonderman (7" Vinyle)
- Big Star
- The Decemberists
- Lady Gaga - Born This Way (12" Picture-disc)
- The Rolling Stones
- R.E.M.
- A Day to Remember
- The Beach Boys
- Doctor Who - The 1960's Films OST (7" Vinyle bleu, limité à 500 copies)
- The Doors
- Adele - Rolling in the Deep (7" Vinyle)
- Duran Duran
- Pinback
- Smerin's Anti Social Club - Doctor Who (7" Vinyle)
- Rush - Caravan/BU2B (7" Vinyle rouge, limité à 3000 copies)
- Fleetwood Mac
- Gorillaz - The Fall (LP de 180g numéroté, limité à 1500 copies)
- Todd Rundgren
- Eric Clapton
- Yeasayer
- Of Montreal
- Manhattan Murder Mystery
- Professor Green - The Remix EP (12" Vinyle vert, limité à 500 copies)
- Neko Case - My Design (T-Shirt)
- Radiohead - Supercollider/The Butcher

#### 2012
- Abba - Voulez Vous / If It Wasn't For The Night (12" Vinyle numéroté)
- Arcade Fire - Sprawl II [Remix] (12" Vinyle)
- Arctic Monkeys - R U Mine? (7" Vinyle violet)
- BBC Radiophonic Workshop - Doctor Who: Sound Effects (180g LP, limité à 1000 copies)
- BBC Radiophonic Workshop - Out of This World (180g LP, limité à 1000 copies)
- Bruce Springsteen - Rocky Ground / The Promise [Live] (7" Vinyle, limité à 1500 copies)
- Bruno Mars - The Grenade Sessions (10" Vinyle)
- Buddy Guy - This is Buddy Guy (180g LP)
- Chiddy Bang - Ray Charles (7" Vinyle, limite à 450 copies)
- Chase & Status - Flashing Lights [S.P.Y. Remix] (12" Vinyle)
- Childish Gambino - Heartbeat (12" Vinyle)
- Coldplay - Up With The Birds (7" Vinyle, limité à 1000 copies)
- Cradle of Filth - Midnight in the Labyrinth (2CD)
- David Bowie - Starman (7" Picture-disc)
- Disturbed - The Collection (12" Vinyle, limité à 2500 copies)
- Deep Purple - Smoke on the Water (7" Vinyle, limité à 1000 copies)
- Devo - Live in Seattle 1981 (2x 180g LP + 2x Posters Box Set)
- Emeli Sandé - Heaven (12" Vinyle)
- Enrique Iglesias and Dev - Naked (12" Vinyle)
- Florence and the Machine - Only If For A Night (7" Vinyle, limité à 3000 copies)
- Foster the People - Broken Jaw / Ruby White (7" Vinyle, limité à 1000 copies)
- Foster the People - Pumped Up Kicks (12" Vinyle)
- Fun. - The Ghost That You Are To Me (12" Vinyle doré, limité à 1000 copies)
- Garbage - Blood for Poppies / Battle in Me (7" Vinyle rouge, limité à 1000 copies)
- Gorillaz - Do Ya Thing (10" Picture-disc, limité à 500 copies)
- Iggy Pop - I'm Bored / African Man (7" Vinyle vert clair numéroté, limité à 1000 copies)
- James Brown - Live at the Apollo (7" Vinyle)
- Jamiroquai - Rock Dust Light Star (2x 180g LP + 1x CD Box Set, limité à 3000 copies)
- Janis Joplin - Selections from the Pearl Sessions (2x 10" Vinyle numéroté, limité à 1000 copies)
- Kate Bush - Lake Tahoe/Among Angels (10" Picture-disc, limité à 1000 copies)
- Katy Perry - Part of Me (12" Vinyle rose, limité à 3000 copies)
- Leonard Cohen - Live in Frederiction EP (12" Vinyle, limité à 1000 copies)
- M83 - Mirror (7" Vinyle, limité à 2000 copies)
- M. Ward - Primitive Girl (7" Vinyle blanc, limité à 2000 copies)
- Metallica - Beyond Magnetic (12" Vinyle)
- Michael Bublé - Georgia on My Mind (7" Vinyle, limité à 3000 copies)
- Miles Davis - Forever Miles (180g LP, limité à 1000 copies)
- Noel Gallagher's High Flying Birds - Songs From The Great White North EP (12" Vinyle blanc opaque numéroté, limité à 2000 copies)
- Paul McCartney - Another Day b/w Oh Woman, Oh Why (7" Vinyle)
- Pete Townshend - The Quadrophenia Demos (2x 10" Vinyle)
- Phish - Junta (3-LP vinyl set, limité à 5000 copies)
- Professor Green - How Many Moons [Remix] (12" Vinyle vert)
- Rory Gallagher - Stomping Ground (10" Vinyle numéroté, limité à 1000 copies)
- Red Hot Chili Peppers - Stadium Arcadium (limité à 2000 copies)
- Regina Spektor - Old Jacket (7" Vinyle blanc, limité à 3000 copies)
- Ryan Adams - Heartbreak A Stranger / Black Sheets of Rain (7" Vinyle, limité à 2500 copies)
- Sigur Rós - Hvarf/Heim (12" Vinyle vert pale transparent)
- Sigur Rós - Ekki Múkk (10" Vinyle)
- Sex Pistols - Anarchy in the U.K. (7" Picture-disc, limité à 3500 copies)
- She and Him - Volume One (180g LP, limité à 100 Copies Only)
- Social Distortion - Hard Times & Nursery Rhymes (2 LPs rouge et orange + Poster Box Set, limité à 750 copies)
- T. Rex - Telegram Sam / Metal Guru (7" Vinyle coloré, limité à 750 copies)
- T. Rex - Electric Sevens (4x 7" Vinyle Box Set)
- Tegan and Sara - Get Along (180g LP, limité à 300 copies)
- The Black Keys - El Camino (2x 12" + 1x 7" Vinyle, Poster and Bonus CD Box Set, limité à 6000 copies numérotées)
- The Civil Wars - Billie Jean / Sour Times (7" Vinyle, limité à 1000 copies)
- The Clash - London Calling (7" Vinyle, limité à 1000 copies)
- The Flaming Lips / Mastodon - A Spoonful Weighs A Ton (7" Vinyle rose, limité à 10000 copies)
- The White Stripes - Handsprings / Red Death at 6.14 (7" Vinyle rouge et noir)

#### 2013
- Pink Floyd - See Emily Play / The Scarecrow (7" Vinyle rose avec pochette d'origine et poster, limité à 5000 copies dans le monde)

#### 2019
- Peter Gabriel - Rated PG : picture-disc limité et numéroté de chansons tirés de films.
- John Lennon - Imagine – Raw Studio Mixes [8]

#### 2020
- Paul McCartney - McCartney : Réédition de son premier album solo pour commémorer le 50e anniversaire.
- Keith Richards : EP avec Hate It When You Leave et Key To The Highway (reprise, titre rare sorti sur la version japonaise de Main Offender)[9]
- Toto - Live In Tokyo 1980 : EP
- David Bowie - CHANGESNOWBOWIE
- Black Sabbath - Evil Woman/Wicked World et Paranoid/The Wizard : 45 tours
- U2 - 11 O'Clock Tick Tock : EP bleu translucide avec 3 autres chansons dont deux enregistrements live inédits.
- The Kinks - The Kink Kronikles : Réédition de la compilation de 1972.
- The Cure - Bloodflowers (20th Anniversary) et Seventeen Seconds (40th Anniversary) Picture Discs
- Billie Eilish
- Post Malone
- The Grateful Dead

#### 2021
- Tangerine Dream - Live at Reims Cathedral 1974 : Concert Inédit
- Tangerine Dream - The Keep : Réédition vinyle du CD 10 du Box Pilots of Purple Twilight

#### 2022
- Paul McCartney/St. Vincent - Face A Women and Wives / Face B Women and Wives (Reimagined)[10]

## Retombées
L'opération Record Store Day génère 15.000 dollars de chiffre d'affaires aux États-Unis lors de la première édition, et 2,5 millions en 2010, soit des ventes supérieures à celles enregistrées pendant la période des achats de Noël,.
Pendant la semaine précédant le Record Store Day 2009, les ventes d'albums chez les disquaires indépendants américains reculent de 15 % par rapport à la même période de l'année précédente, selon Nielsen Soundscan. Durant l'opération elles augmentent de 1 % par rapport à l'année précédente, alors que les ventes de disques microsillon augmentent de 100 % et celles de singles de 40 %. Onze disques réalisés exclusivement pour le Record Store Day figurent dans le Top 20 des meilleures ventes physiques de singles. Globalement, les ventes des magasins participant à l'opération sont en hausse de 20 % en moyenne par rapport à l'édition 2008, selon Music Monitor Network.
Durant la semaine du Record Store Day 2010, les ventes d'albums chez les disquaires indépendants américains ont augmenté de 12 % par rapport à la semaine précédente, les ventes de disques microsillon de 119 % et celles de singles de 529 %, selon Nielsen Soundscan.
En France, la 1re édition du Disquaire Day en 2011 génère un chiffre d'affaires de 300.000 €, qui passe à 600.000 € en 2012.